# Fabrizio Buschiazzo
Fabrizio Buschiazzo Morel (Juan Lacaze, 7 luglio 1996) è un calciatore uruguaiano con cittadinanza italiana, difensore dell'Olbia.

## Caratteristiche tecniche
È un difensore centrale.

## Carriera

### Club
Cresciuto nelle giovanili del Peñarol, ha esordito il 9 marzo 2016 in occasione del match di Coppa Libertadores perso 2-0 contro l'Atlético Nacional. Al termine della stagione colleziona 3 presenze nella massima competizione sudamericana e una nel campionato uruguaiano.

### Nazionale
Ha giocato nella nazionale uruguaiana Under-17, con la quale nel 2013 ha anche partecipato al campionato sudamericano di categoria.

## Statistiche

### Presenze e reti nei club
Statistiche aggiornate al 3 maggio 2022.
| Stagione        | Squadra            | Campionato      | Campionato | Campionato | Coppe nazionali | Coppe nazionali | Coppe nazionali | Coppe continentali | Coppe continentali | Coppe continentali | Altre coppe | Altre coppe | Altre coppe | Totale | Totale |
| Stagione        | Squadra            | Comp            | Pres       | Reti       | Comp            | Pres            | Reti            | Comp               | Pres               | Reti               | Comp        | Pres        | Reti        | Pres   | Reti   |
| --------------- | ------------------ | --------------- | ---------- | ---------- | --------------- | --------------- | --------------- | ------------------ | ------------------ | ------------------ | ----------- | ----------- | ----------- | ------ | ------ |
| 2016            | Peñarol            | PD              | 1          | 0          | -               | -               | -               | CL                 | 3                  | 0                  | -           | -           | -           | 4      | 0      |
| lug.-dic. 2016  | Defensa y Justicia | PD              | 1          | 0          | CA              | 1               | 0               | -                  | -                  | -                  | -           | -           | -           | 2      | 0      |
| 2017-2018       | Matera             | C               | 17         | 0          | CI+CI-C         | 0+2             | 0               | -                  | -                  | -                  | -           | -           | -           | 19     | 0      |
| 2018-2019       | Pisa               | C               | 25+1       | 1          | CI+CI-C         | 1+3             | 0               | -                  | -                  | -                  | -           | -           | -           | 30     | 1      |
| 2019-2020       | Siena              | C               | 10         | 0          | CI+CI-C         | 0+3             | 0               | -                  | -                  | -                  | -           | -           | -           | 13     | 0      |
| 2020-2021       | Casertana          | C               | 27+1       | 1          | CI              | 0               | 0               | -                  | -                  | -                  | -           | -           | -           | 28     | 1      |
| 2021            | Once Caldas        | A               | 6          | 0          | CC              | 2               | 0               | -                  | -                  | -                  | -           | -           | -           | 8      | 0      |
| 2021-2022       | Foggia             | C               | 4          | 0          | CI-C            | 0               | 0               | -                  | -                  | -                  | -           | -           | -           | 4      | 0      |
| Totale carriera | Totale carriera    | Totale carriera | 91+2       | 2          |                 | 12              | 0               |                    | 3                  | 0                  |             | -           | -           | 108    | 2      |